# توحید اخلاقی
توحید اخلاقی (انگلیسی: Ethical monotheism) شکلی از توحید انحصاری یا یکتاپرستی است که در آن خدا، تنها یک خداست و همچنین منبع معیارهای اخلاقی است و اعتقاد بر این است که بشریت را از طریق اصول اخلاقی یا فلسفه اخلاق هدایت می‌کند.

## تعریف
توحید اخلاقی از یهودیت سرچشمه گرفت. ادیان مختلف توحیدی دیگر مانند مزدیسنا، مسیحیت، بهائیت، آیین سیک و اسلام. همه این ادیان توحیدی شامل اعتقاد به یکی خدا به عنوان مرجع نهایی و الهه آفرینش است. در مسیحیت، خدا در مسیحیت به عنوان تثلیث یا بر اساس سه‌گانه‌ناباوری پرستش می‌شود. در ادیان توحیدی، خدایان دیگر را به گونه‌های مختلف خدای دروغین یا دمون می‌دانند و اعتقاد بر این است که خدا با هیچ خدای دیگری قابل مقایسه نیست. خدایی که آنها به ترتیب آن را تنها خدای واقعی می‌دانند.